# フェリーらべんだあ
フェリーらべんだあは、新日本海フェリーが運航していたフェリー。

## 概要
舞鶴 - 小樽航路の週4便から6便への増便を目的として建造され、1991年9月30日に就航した。
建造時期が約3年離れているが、ニューあかしあの準同型船である。就航当時、ニューあかしあと並びトン数と全長で日本最大のカーフェリーだった。
はまなす、あかしあの就航により、2004年6月30日の北行便をもって引退、海外売船された。
ギリシャのen:Agoudimos Linesが購入、IONIAN KINGと改名して地中海航路に就航した。
2011年、エイチ・アイ・エス傘下のHTBクルーズが、長崎～上海航路に使用するため購入、OCEAN ROSEと改名して2012年2月29日より週1便で就航した。同年7月25日には公海上でのカジノの営業を開始したが、に尖閣諸島を巡る日中関係の悪化を理由に同年10月13日の長崎発の便を最後に運休、後に航路休止となった。
その後、2012年2月1日より2016年1月31日までの契約で、シンガポールのOceanic Groupに裸傭船され、Ocean Grandとして就航。その後2017年に解体。

## 設備

### 船室
船室は家族連れやグループ客の増加を反映して個室数を増加させ、2等室も余裕のあるスペースを確保した。
- スイートルーム - 2名×2室、4名
- 特等 ツイン - 2名×16室、32名
- 特等 和室 - 2名×2室、4名
- 1等（ツイン） - 2名×4室、8名
- 1等（2段ベッド） - 4名×31室、124名
- 1等（和室） - 2名×2室、4名
- 2等寝台 - 16名×8室、28名×8室、352名
- 2等（和室） - 32名×4室、28名×8室、224名
- ドライバー室 - 12名×4室、48名

### 設備
ナビゲーションデッキ
- メインラウンジ
- スポーツデッキ

Aデッキ
- レストラン
- プロムナード
- グリル
- 宴会場
- スポーツルーム
- アスレチックジム
- プール
- スチームサウナ
- 浴室
- フォワードサロン

Bデッキ
- 売店
- ゲームコーナー
- 麻雀コーナー
- フォワードサロン
- ドライバー浴室
- ドライバー食堂